# Juvenile Court (film, 1973)
Pour plus de détails, voir Fiche technique et Distribution.
Juvenile Court est un film documentaire du réalisateur américain Frederick Wiseman sorti en 1973.

## Synopsis
Ce documentaire s'intéresse au rôle et au fonctionnement du tribunal pour enfants de Memphis, et à son intégration dans le système éducatif et judiciaire américain. Pour chaque enfant, on assiste à des réunions de concertation des différentes parties prenantes, qui permettent d'exposer les choix moraux et légaux que doivent faire les adultes pour rediriger au mieux ces enfants en difficulté. On suit également le procès qui détermine si l'enfant est remis en liberté, envoyé en maison de redressement ou placé en famille d'accueil. 

## Fiche technique
- Titre : Juvenile Court
- Langue : anglais
- Réalisateur : Frederick Wiseman
- Maisons de production : Zipporah Films
- Pays d'origine : États-Unis
- Format : noir et blanc - son mono - 16 mm
- Durée : 144 minutes
- Genre : documentaire